# Éric Matoukou
Éric Benoît Matoukou, est un footballeur international camerounais, né le 8 juillet 1983 à Yaoundé. Il évolue actuellement au Crossing de Schaerbeek comme défenseur central.

## Carrière
Éric Matoukou commence le football en 1995 au Zurich de Yaoundé. Il rejoint le FC Pyramide en 1998 et est intégré à l'équipe première du club en 2000. En janvier 2002, il est transféré par le RWD Molenbeek, un club évoluant en première division belge. Il joue son premier match pour le RWDM le 10 février en déplacement à Saint-Trond. Il prend part à dix rencontres durant la seconde moitié de la saison mais en fin d'exercice, le club est renvoyé en Division 3 pour raisons financières et cesse ses activités. Le joueur est alors recruté par le KRC Genk, champion de Belgique, qui le prête directement à son club satellite, le Heusden-Zolder SK, en Division 2.
À Heusden, Éric Matoukou s'impose dans l'équipe de base après quelques semaines et devient un titulaire indiscutable à partir de la fin du mois d'octobre 2002. Il participe ainsi activement à la victoire du club lors du tour final de Division 2, lui permettant d'accéder pour la première fois de son histoire à l'élite nationale. Après la montée du club, il enchaîne les bonnes prestations en compétition au point d'être rappelé par son employeur lors du mercato hivernal, qui prête en échange trois autres joueurs à Heusden-Zolder. Il gagne une place de titulaire dans l'axe de la défense du Racing Genk avant le terme de la saison. Les saisons suivantes, il devient un des meneurs de l'équipe et termine vice-champion de Belgique en 2007. Deux ans plus tard, il remporte la Coupe de Belgique face au FC Malines. En 2011, il décroche le principal trophée de sa carrière, le titre de champion de Belgique.
En juillet 2011, Éric Matoukou décide de quitter la Belgique et part tenter sa chance dans le championnat ukrainien, au FC Dnipro, qui le prête directement à l'Arsenal Kiev pour qu'il s'adapte aux conditions du pays. Il se blesse peu après son arrivée et ne joue que deux rencontres sur la saison, ce qui pousse les deux clubs à prolonger son prêt d'un an. Il prend part au match aller du troisième tour préliminaire de la Ligue Europa 2012-2013, au cours duquel il inscrit le troisième but du match, son premier pour le club. Malheureusement, une semaine plus tard, le club est sanctionné d'une défaite 0-3 par forfait pour l'avoir aligné alors qu'il était toujours sous le coup d'une suspension encourue alors qu'il jouait à Genk. Il ne parvient pas à gagner une place de titulaire et il rentre au Dnipro en fin de saison. Pour la saison 2013-2014, il est prêté à un autre club ukrainien, le Volyn Lutsk, où il ne joue guère plus souvent.
En août 2014, Éric Matoukou revient en Belgique et s'engage avec le Lierse, qui se traîne en fond de classement de la Jupiler Pro League. Il y signe un contrat pour un an avec une option pour une saison supplémentaire. Hélas, les résultats ne s'améliorent pas et il est même renvoyé dans le noyau B du club durant la trêve hivernale. En mars 2015, il part en Finlande et rejoint l'Inter Turku. Il y reste un an et part ensuite pour Chypre en janvier 2016, où il rejoint les rangs du Pafos FC. Après un an, il revient en Belgique et s'engage avec le Royal Sprimont Comblain Sport, lanterne rouge de la Division 1 Amateur, le troisième niveau hiérarchique belge.
Début de saison 2017-2018, il rejoint le club bruxellois du Crossing de Schaerbeek.

## Palmarès
- 1 fois champion de Belgique en 2011 avec le KRC Genk
- Vainqueur de la Coupe de Belgique en 2009 avec le KRC Genk

## Statistiques
| Saison                | Club                     | Championnat           | Championnat | Championnat | Coupe(s) nationale(s) | Coupe(s) nationale(s) | Supercoupe | Supercoupe | Compétition(s) continentale(s) | Compétition(s) continentale(s) | Compétition(s) continentale(s) | Cameroun | Cameroun | Total | Total |
| Saison                | Club                     | Division              | M.          | B.          | M.                    | B.                    | M.         | B.         | Comp.                          | M.                             | B.                             | M.       | B.       | M.    | B.    |
| 2001-2002             | RWD Molenbeek            | Jupiler League        | 10          | 0           | -                     | -                     | -          | -          | -                              | -                              | -                              | -        | -        | 10    | 0     |
| Sous-total            | Sous-total               | Sous-total            | 10          | 0           | -                     | -                     | -          | -          | -                              | -                              | -                              | -        | -        | 10    | 0     |
| 2002-2003             | Heusden-Zolder SK (prêt) | Division 2            | 26          | 3           | 1                     | 0                     | -          | -          | -                              | -                              | -                              | -        | -        | 27    | 3     |
| 2003-2004             | Heusden-Zolder SK (prêt) | Jupiler League        | 12          | 0           | 2                     | 0                     | -          | -          | -                              | -                              | -                              | -        | -        | 14    | 0     |
| Sous-total            | Sous-total               | Sous-total            | 38          | 3           | 3                     | 0                     | -          | -          | -                              | -                              | -                              | -        | -        | 41    | 3     |
| 2003-2004             | KRC Genk                 | Jupiler League        | 8           | 0           | -                     | -                     | -          | -          | -                              | -                              | -                              | -        | -        | 8     | 0     |
| 2004-2005             | KRC Genk                 | Jupiler League        | 27          | 1           | 4                     | 0                     | -          | -          | CI                             | 5                              | 0                              | -        | -        | 36    | 1     |
| 2005-2006             | KRC Genk                 | Jupiler League        | 15          | 0           | 2                     | 0                     | -          | -          | C3                             | 4                              | 0                              | 1        | 0        | 22    | 0     |
| 2006-2007             | KRC Genk                 | Jupiler League        | 22          | 4           | 3                     | 0                     | -          | -          | -                              | -                              | -                              | 2        | 0        | 27    | 4     |
| 2007-2008             | KRC Genk                 | Jupiler League        | 25          | 1           | 1                     | 0                     | -          | -          | C1                             | 2                              | 0                              | 3        | 0        | 31    | 1     |
| 2008-2009             | KRC Genk                 | Jupiler Pro League    | 25          | 0           | 6                     | 0                     | -          | -          | -                              | -                              | -                              | -        | -        | 31    | 0     |
| 2009-2010             | KRC Genk                 | Jupiler Pro League    | 28          | 1           | 1                     | 0                     | 1          | 0          | C3                             | 1                              | 0                              | -        | -        | 31    | 1     |
| 2010-2011             | KRC Genk                 | Jupiler Pro League    | 37          | 1           | 2                     | 0                     | -          | -          | C3                             | 2                              | 0                              | -        | -        | 41    | 1     |
| Sous-total            | Sous-total               | Sous-total            | 187         | 8           | 19                    | 0                     | 1          | 0          | -                              | 14                             | 0                              | 6        | 0        | 227   | 8     |
| 2011-2012             | Arsenal Kiev (prêt)      | Premier-Liga          | 2           | 0           | 2                     | 0                     | -          | -          | -                              | -                              | -                              | -        | -        | 4     | 0     |
| 2012-2013             | Arsenal Kiev (prêt)      | Premier-Liga          | 13          | 0           | -                     | -                     | -          | -          | C3                             | 1                              | 1                              | -        | -        | 14    | 1     |
| Sous-total            | Sous-total               | Sous-total            | 15          | 0           | 2                     | 0                     | -          | -          | -                              | 1                              | 1                              | -        | -        | 18    | 1     |
| 2013-2014             | Volyn Lutsk (prêt)       | Premier-Liga          | 6           | 0           | 1                     | 0                     | -          | -          | -                              | -                              | -                              | -        | -        | 7     | 0     |
| Sous-total            | Sous-total               | Sous-total            | 6           | 0           | 1                     | 0                     | -          | -          | -                              | -                              | -                              | -        | -        | 7     | 0     |
| 2014-2015             | K Lierse SK              | Jupiler Pro League    | 6           | 1           | 1                     | 0                     | -          | -          | -                              | -                              | -                              | -        | -        | 7     | 1     |
| Sous-total            | Sous-total               | Sous-total            | 6           | 1           | 1                     | 0                     | -          | -          | -                              | -                              | -                              | -        | -        | 7     | 1     |
| 2015                  | Inter Turku              | Veikkausliiga         | 26          | 0           | 5                     | 1                     | -          | -          | -                              | -                              | -                              | -        | -        | 31    | 1     |
| Sous-total            | Sous-total               | Sous-total            | 26          | 0           | 5                     | 1                     | -          | -          | -                              | -                              | -                              | -        | -        | 31    | 1     |
| 2015-2016             | Pafos FC                 | A Kategoria           | 13          | 1           | -                     | -                     | -          | -          | -                              | -                              | -                              | -        | -        | 13    | 1     |
| Sous-total            | Sous-total               | Sous-total            | 13          | 1           | -                     | -                     | -          | -          | -                              | -                              | -                              | -        | -        | 13    | 1     |
| Total sur la carrière | Total sur la carrière    | Total sur la carrière | 301         | 13          | 31                    | 1                     | 1          | 0          | -                              | 15                             | 1                              | 6        | 0        | 354   | 15    |

## Sélections internationales
Éric Matoukou est appelé pour la première fois en équipe nationale camerounaise pour disputer un match amical le 9 février 2006 contre le Sénégal, remporté 1-0. Il joue une autre rencontre en 2006 et encore quatre en 2007 mais n'est ensuite plus jamais rappelé.